# R&B contemporan
Contemporary R&B este un gen muzical care combină elemente de rhythm and blues, pop, soul, funk și hip hop.
Deși abrevierea "R&B" provine de la tradiționalul rhythm and blues, în prezent termenul R&B adesea e utilizat pentru a descrie stilul de muzică afro-americană apărut din declinul muzicii disco și funk din anii 1980.
Unele surse se referă la stil cu urban contemporary (numele formatului radio care difuzează hip hop și contemporary R&B).
Contemporary R&B are un stil de producție ”șlefuit”, cu ritmuri sintetizator de ritm pe fundal, ocazional cu utilizare de saxofon, axându-se în special pe un aranjament bun de vocal. Influența electronicei asupra genului este într-un rimt crescător, și accentele hip hop sau dance sunt tipice pentru stil. Vocaliștii de contemporary R&B adesea sunt recunoscuți pentru utilizarea de melisma.